# Klášter Havuc Tar

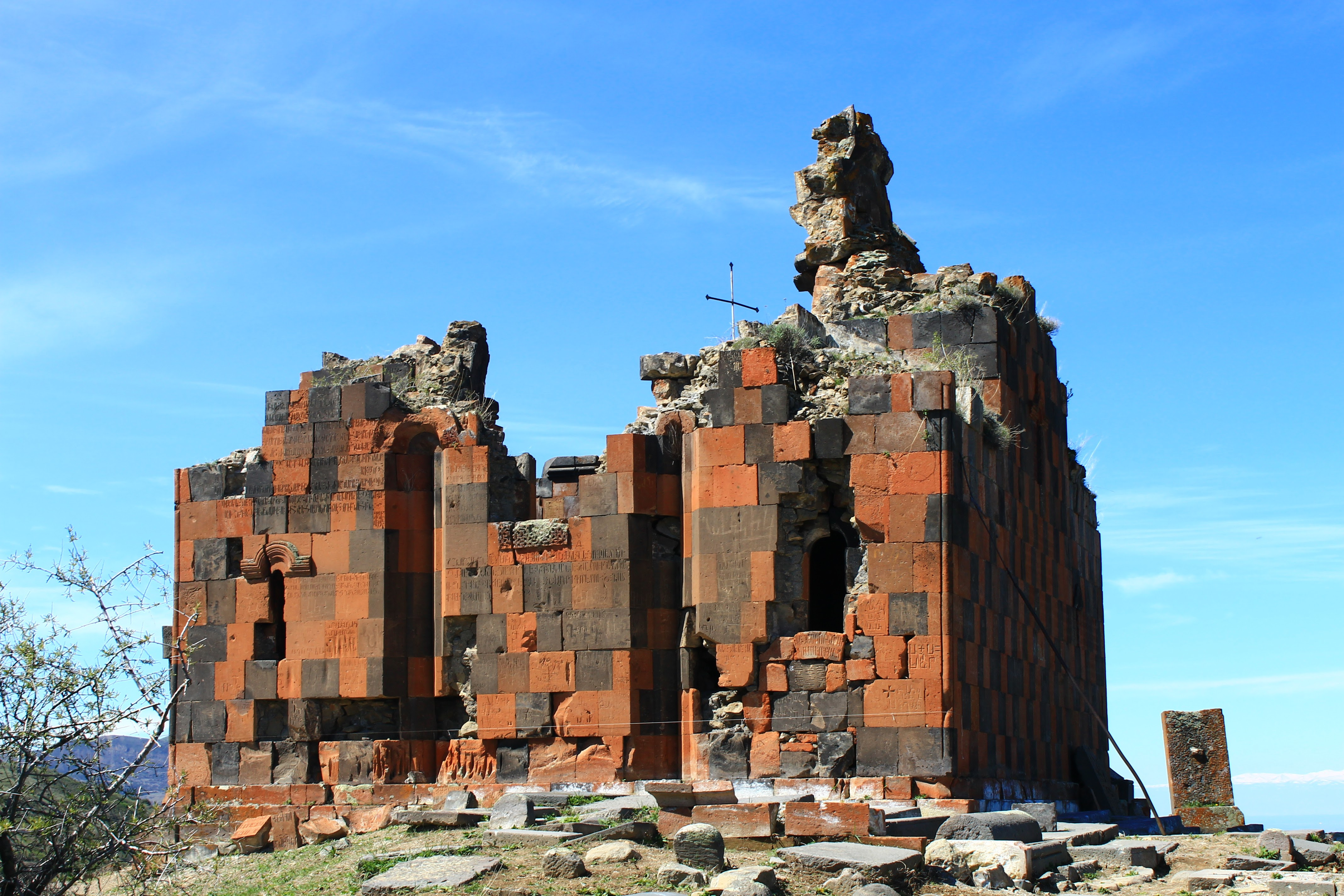
Ruina hlavního kostela v klášteře Havuc Tar

Klášter Havuc Tar (arménsky Հավուց Թառ Վանք Havuc Tar Vank; „Klášter Všech svatých“) je bývalý klášter Arménské apoštolské církve v arménské provincii Kotajk. Klášter pochází z 11. až 13. století. V roce 1679 byl zničen zemětřesením. V dnešní době (rok 2019) je zříceninou.

## Poloha
Klášter se nachází ve státní rezervaci Chozrov. Nachází se na vrcholu kopce na levém břehu řeky Azat. Na protější straně řeky leží vesnice Goght a městečko Garni. Na dohled od kláštera je také chrám v Garni. 

## Popis stavby

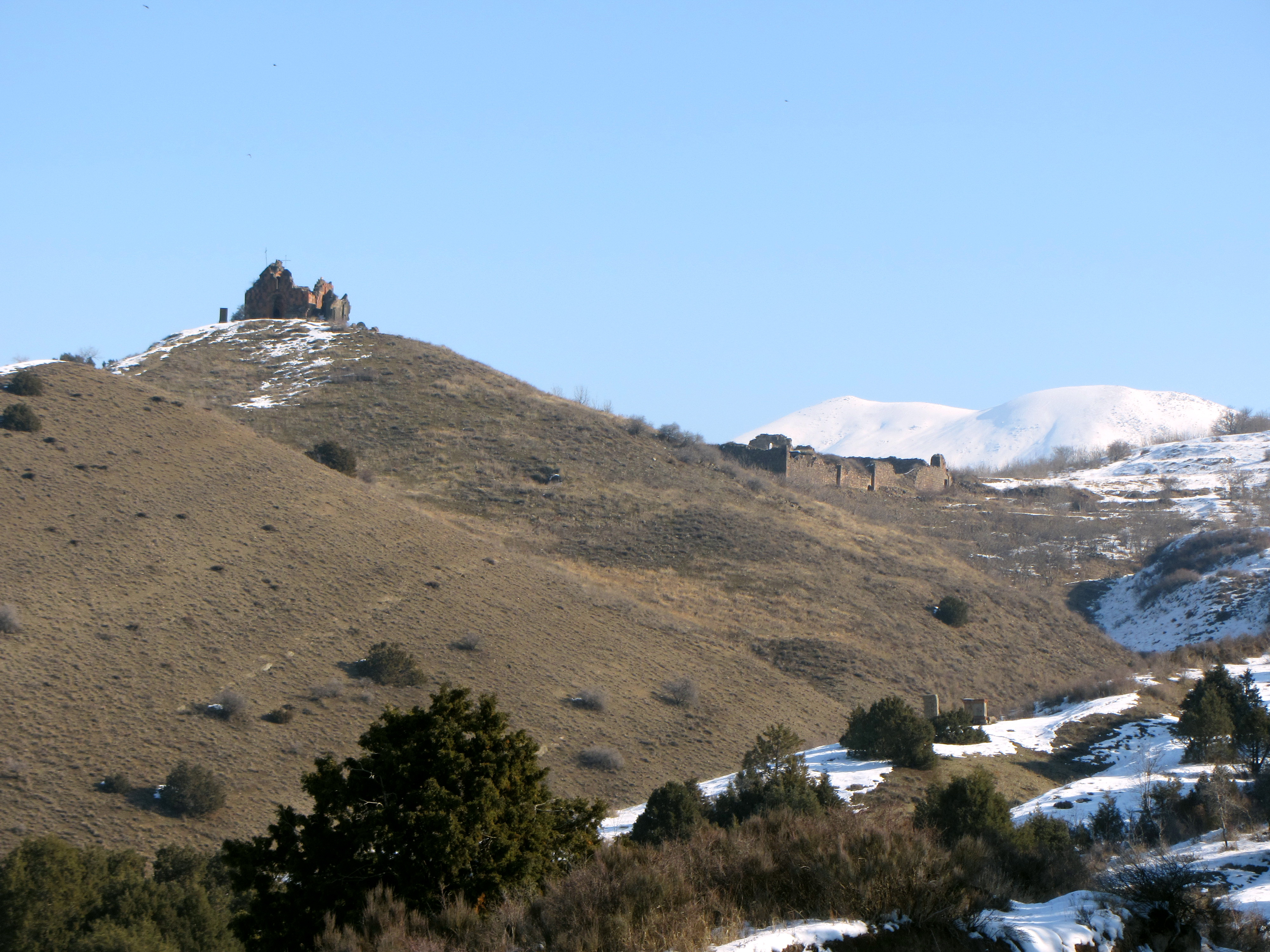
Hlavní kostel Surb Amenaprkich stojí na kopci na západ od kláštera

Klášterní komplex je obklopen hradbami. Přístup do kláštera je klenutým vchodem na jihovýchodním rohu budovy. Skládá se ze dvou kostelů (relativně neporušený hlavní kostel a zříceniny dalšího kostela, který s ním sousedí) ve středu areálu kláštera, zříceniny gavitu a zřícenin dalších budov. V některých částech budov zůstaly zachovány klenuté místnosti a velká podzemní komora u jižní stěny, která pravděpodobně sloužila jako knihovna rukopisů. 
Hlavní kostel Surb-Amenaprkich je křížovým klenutým kostelem. Středový prostor kostela je zakončen (nyní zničenou) kupolí s válcovým tamburem. Stojí na kopci na západ od kláštera. Budova je bohatě zdobena kamennými řezbami. Jediný přístup je na západní straně kostela. Ve čtyřech rozích budovy se nachází kaple. Apsida na východní stěně má dva malé ozdobné výklenky a okno. Ve středu apsidy se nachází ve zvýšené poloze oltář. Na jižní a západní vnější zdi se dochovalo několik nápisů. 
Většina budov kláštera byla postavena od 12. do 14. století z červených a černých tufových kamenů. V klášteře zůstalo zachováno mnoho nápisů a kamenných řezeb z počátků kláštera. 
Na cestě do kláštera a v klášteře samotném je mnoho chačkarů, což jsou ozdobně vyřezávané pamětní kameny s reliéfním křížem uprostřed, který je obklopen geometrickými a rostlinnými motivy. Mají velkou uměleckou hodnotu. Jeden z chačkarů z kláštera je vystavován v Jerevanském historickém muzeu jako jeden z deseti nejdůležitějších arménských chačkarů.

## Dějiny
Havuc Tar byl v raném středověku jedním z nejdůležitějších náboženských a kulturních center Arménie. 
Na západní straně na kopci před klášterem je hlavní kostel Surb Amenaprkich (Kostel Spasitele). Podle historika Mkhitar Airivaneci jej nechal v 10. století postavit arménský princ Gevorg Marzpetouni. V 11. století byl kostel očividně těžce poškozen, protože mladý Grigor Pahlavuni (cca 990–1058), syn pána z Bjni, jej nechal v roce 1013 znovu postavit. Grigor udělal po dobytí Arménie v Byzantské říší kariéru, stal se Megas Doux (což byl jeden z nejvyšších úřadů Byzantské říše) provincie Edessa a zapsal se do historie jako „Grigor Magistros“. Grigor též založil klášter Kečaris v Cachkadzoru. 
S kostelem je spojena legenda, že představenému kláštera se během invaze Seldžuků podařilo přesvědčit nepřítele, aby ušetřil ty, kteří se uchýlili do kostela. Mnoho zasvěcených poté šlo do kláštera, století tajnou chodbou jej opustilo a tak se zachránili.
Kaple sv. Karabeta (svatého Jan Křtitele) byla postavena v roce 1213.
V roce 1679 byl celý komplex kláštera zničen zemětřesením. Katolikos Astvatsatur Hamadantsi zadal výstavbu kostela Surb Karabet v roce 1724. Pro jeho stavbu na ruinách stejnojmenné kaple byly použity kameny zříceniny gavitu a kostela Surb-Amenaprkich. Kostel však zůstal nedokončený. V 18. století byla okolo hlavních budov klášterního komplexu postavena zeď. Dnes je klášter ruinou. Kopule kostela, část zadní stěny a kaple jsou zničené. Začátkem 20. století proběhlo v klášteře několik restaurátorských prací.